# 씨마오 페드로 데 코스타
씨마오 페드로 데 코스타(Simao Pedro Goncalves de Figueiredo Costa, 1975년 9월 7일 ~ )는 포르투갈 출신의 축구 선수이다.

## 클럽 경력
2001년 K리그 대전 시티즌에 입단하여 한 시즌 동안 활약하였다. 당시 등록명은 '씨마오를 사용하였고 포지션은 미드필더였다.
리그 5경기에 출장하였고 공격포인트는 기록하지 못 하였다.